# Chapelle du Calvaire (Courcelles-sur-Vesle)
Pour les articles homonymes, voir Chapelle du Calvaire.
La chapelle du Calvaire est une chapelle située en France, sur la commune de Courcelles-sur-Vesle, dans le département de l'Aisne en région Hauts-de-France.
Elle fait l'objet d'une inscription au titre des monuments historiques depuis le 25 janvier 1929.

## Localisation
La chapelle est située sur la commune de Courcelles-sur-Vesle, dans le département de l'Aisne.

## Historique
Le monument est inscrit au titre des monuments historiques en 1929.

## Galerie

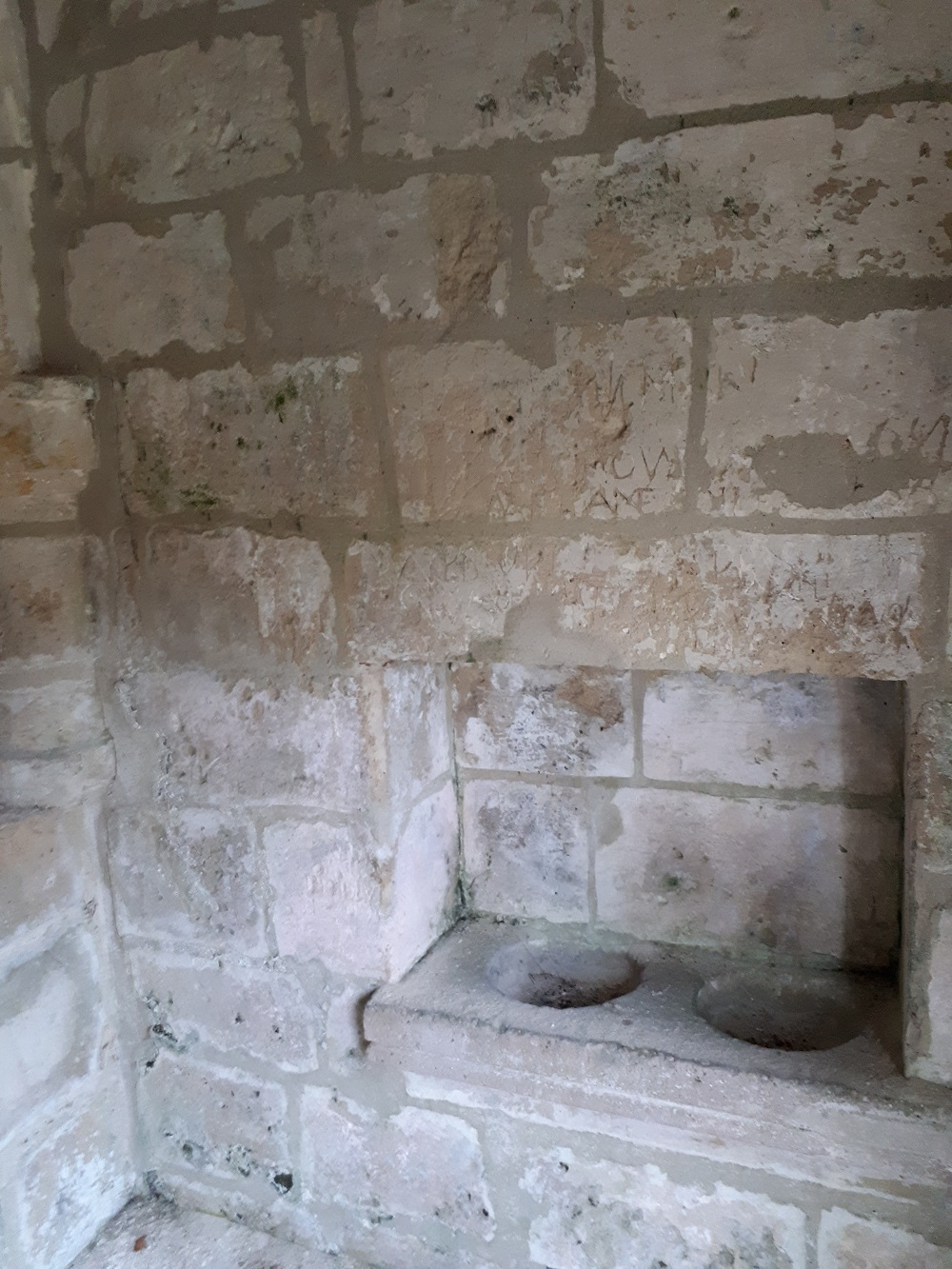
Chapelle du Calvaire de Courcelles-sur-Vesle (intérieur)
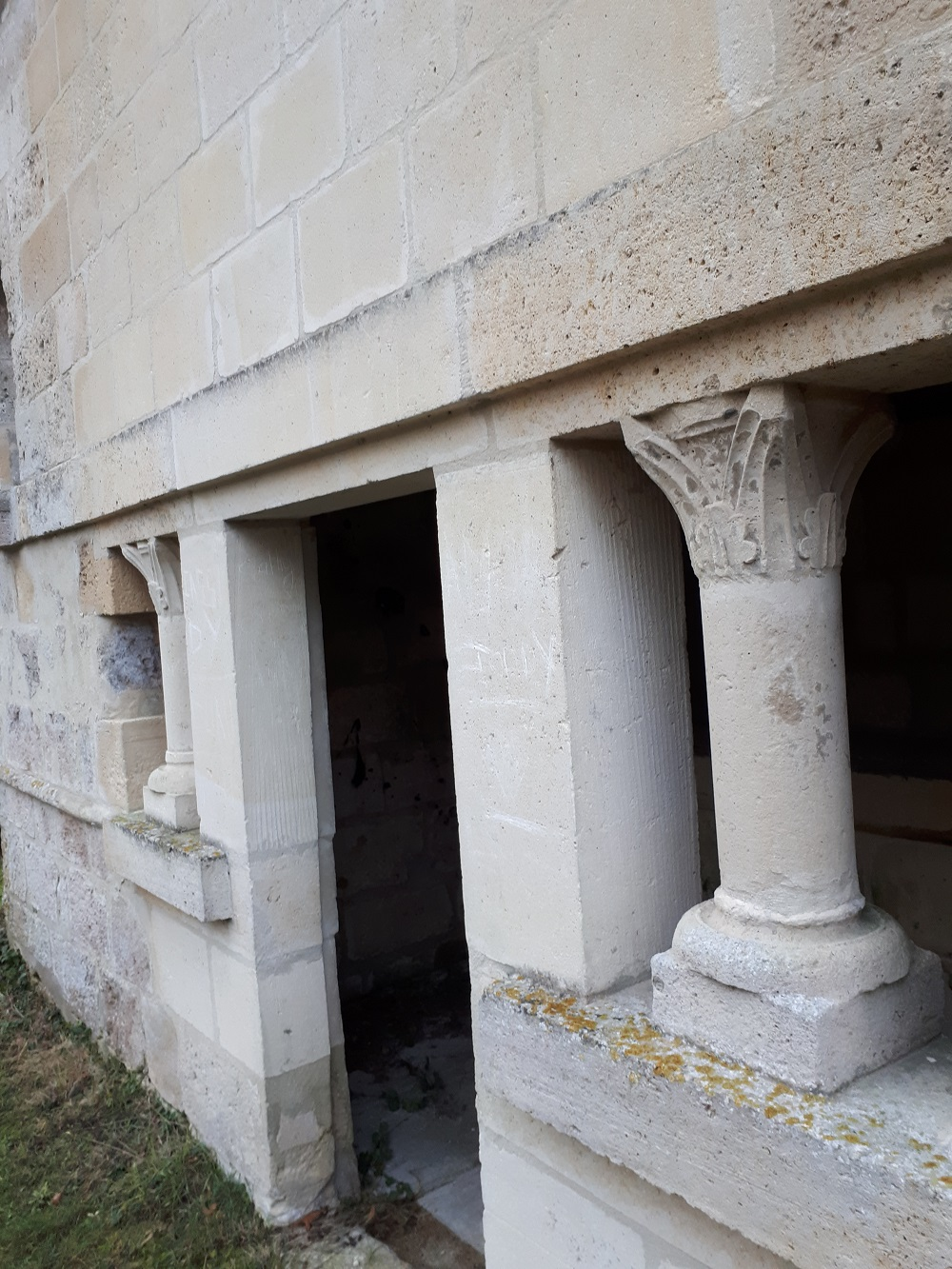
Chapelle du Calvaire de Courcelles-sur-Vesle (porte d'entrée)